# Mîkolaiivka, Novohrad-Volînskîi
Mîkolaiivka (în ucraineană Миколаївка) este un sat în comuna Kameanîi Maidan din raionul Novohrad-Volînskîi, regiunea Jîtomîr, Ucraina.

## Demografie
Componența lingvistică a localității Mîkolaiivka
     Ucraineană (99,18%)
     Alte limbi (0,41%)
Conform recensământului din 2001, majoritatea populației localității Mîkolaiivka era vorbitoare de ucraineană (99,18%), existând în minoritate și vorbitori de alte limbi.